# Jan Olov Ullén
Jan Olov Ullén, född 26 februari 1934 i Stockholm, död 15 juli 2023 i Kungsholmens distrikt, Stockholm, var en svensk författare, litteraturkritiker, översättare och radioman.

## Biografi
Ullén var son till arkitekten Sigge Ullén och Eva, född Lundqvist. År 1958 blev han fil. kand. vid Lunds universitet. Han var medarbetare i Kvällsposten 1959, Stockholms-Tidningen 1961, Läkartidningen 1966, Konstrevy 1969, och på Sveriges Radio från 1969. År 1979 blev han chef för kulturredaktionen på Sveriges Riksradio, och 1983–84 var han programchef. 
Efter att ha debuterat med diktsamlingen Comoedia 1957 kom Ullén huvudsakligen att skriva essäer om litteratur, konst, musik, film och teater. Han var även verksam som översättare, i första hand av Ezra Pounds verk.

### Medverkande
- Karl Vennberg, Dikter 1944–1960, red. (Stockholm: Bonniers, 1993)
- Karl Vennberg, Dikter 1971–1990, red. (Stockholm: Bonniers, 1993)
- Anna Rydstedt, Dikter, red. tillsammans med Göran Sonnevi (Stockholm: Bonniers, 2000)
- De bästa svenska dikterna: från Stiernhielm till Aspenström, red. (Stockholm: Bonniers, 2007)
- Femton röster om Stagnelius. En antologi, red. tillsammans med Jonas Ellerström och Niklas Rådström (Lund: Ellerström, 2010)
- Göran Printz-Påhlson, Men det är själva kartan du lever i , red. (Lund: Ellerström, 2013)

### Översättningar
- Ezra Pound, Sånger från Pisa: Cantos LXXIV–LXXXIV (The Pisan Cantos), övers. tillsammans med Göran Sonnevi (Malmö: Cavefors, 1958)
- Ezra Pound, ABC för läsare (ABC of Reading) (Malmö: Cavefors, 1959)
- Ezra Pound, Om harmoni: musikessäer (Antheil and the Treatise on Harmony) (Lund: Cavefors, 1978)
- Bjørn Aamodt: ABC och andra dikter, tillsammans med Jan Erik Vold (Stockholm: FIB:s Lyrikklubb, 1997)

## Priser och utmärkelser
- 1993 – Lotten von Kraemers pris
- 1995 – Gerard Bonniers essäpris
- 2014 – Gun och Olof Engqvists stipendium
- 2022 – Särskilt pris från Samfundet De Nio[4]